# Glenn Farr
Glenn Farr (* als Edward Farr März 1946; † 25. Mai 2023) war ein US-amerikanischer Filmeditor, der bei der Oscarverleihung 1984 einen Oscar für den besten Schnitt erhielt.

## Leben und Werk
Farr hatte seine Ausbildung 1968/69 an der UCLA erhalten und begann seine Laufbahn als Editor in Hollywood 1971 bei dem Dokumentarfilm Mad Dogs & Englishmen. Seitdem war er für den Schnitt von mehr als vierzig Filmen und Fernsehserien verantwortlich.
1984 gewann er zusammen mit Lisa Fruchtman, Stephen A. Rotter, Douglas Stewart und Tom Rolf einen Oscar für den besten Schnitt mit dem Film Der Stoff, aus dem die Helden sind (1983), von Philip Kaufman, mit Sam Shepard, Scott Glenn und Ed Harris in den Hauptrollen.  
Außerdem waren er, Lisa Fruchtman, Stephen A. Rotter und Tom Rolf für den Schnitt dieses Films für einen Eddie nominiert, den Preis der American Cinema Editors (ACE).

## Filmografie (Auswahl)
- 1971: Mad Dogs & Englishmen (Dokumentarfilm)
- 1977: ABC Weekend Specials (Fernsehserie)
- 1983: Der Stoff, aus dem die Helden sind (The Right Stuff)
- 1985: Phantom-Kommando (Commando)
- 1986: Nothing in Common – Sie haben nichts gemeinsam (Nothing in Common)
- 1987: Oh Happy Day
- 1987: Wahre Männer (Real Men)
- 1988: Die Schlange im Regenbogen (The Serpent and the Rainbow)
- 1989: Die Anwältin (Physical Evidence)
- 1989: Old Gringo
- 1991: Kevins Cousin allein im Supermarkt (Career Opportunities)
- 1991: Tod im Spiegel (Shattered)
- 1992: Ein Yuppie steht im Wald (Out on a Limb)
- 1995: Ein Richter rechnet ab (Broken Trust)
- 1996: Marilyn – Ihr Leben (Norma Jean & Marilyn)
- 2000: American Tragedy (Fernsehfilm)
- 2000: Ein dunkler Geist (The Darkling)
- 2004: The Dust Factory – Die Staubfabrik (The Dust Factory)
- 2006: Akeelah ist die Größte (Akeelah and the Bee)
- 2007: Rom (Fernsehserie)
- 2008–2012: The Mentalist (Fernsehserie)
- 2012–2013: Nashville (Fernsehserie)

## Auszeichnungen
- 1984: Oscar für den besten Schnitt